# Veterano

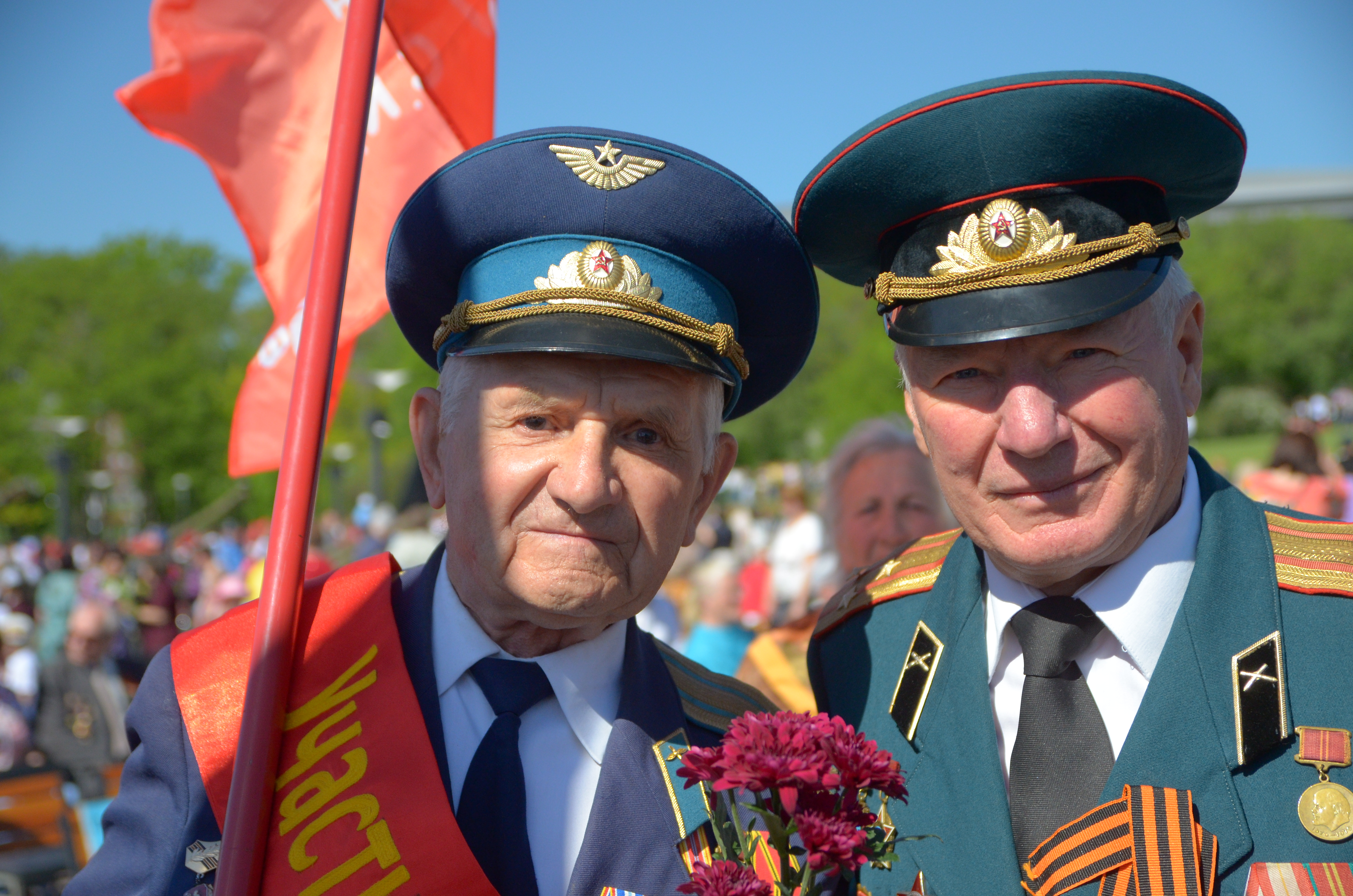
Veteranos Exército Vermelho da Segunda Guerra Mundial.

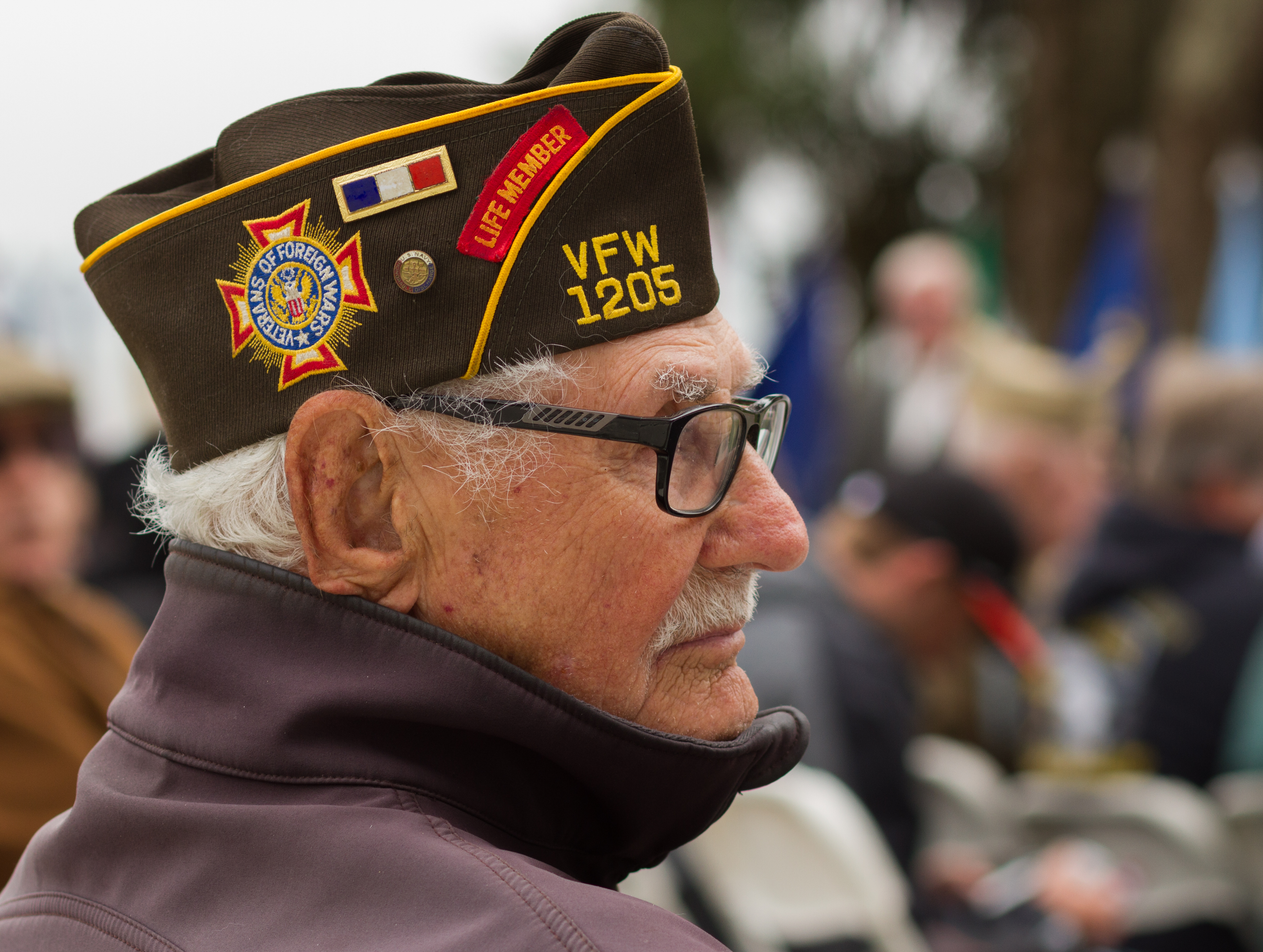
Um veterano americano da Segunda Guerra.

Veterano (do Latim Vetus, que significa "Velho") é uma pessoa que tenha tido tempo de serviço ou experiência na área. Um militar, estudante ou profissional que está trabalhando ou estudando com sua área há bastante tempo costuma a ser chamado de veterano, no entanto, é no ramo militar que se usa mais essa denominação.
É comum os veteranos prepararem um festival denominado calourada, na época em que chegam colegas novatos (calouros).